# Castillo de La Torre del Río (Alp)
La Torre del Río es un monumento del municipio de Alp en la comarca de la Cerdaña (provincia de Gerona, Cataluña, España) declarado Bien Cultural de Interés Nacional.

## Descripción
Es una casa con carácter de castillo, rodeada por una muralla con almenas y dos torres circulares. La planta es rectangular. Es un edificio que tiene planta baja y dos pisos. La fachada está orientada hacia mediodía, y la entrada está flanqueada por dos torres circulares cubiertas con un alzado conoidal. Hay cuatro garitas en los ángulos de la parte superior del edificio, todas ellas cubiertas también con alzados conoidales. Todas las aberturas tienen un tratamiento clasicista, con ajimeces triforas, enmarcadas por unos arcos ciegos ojivales encima de los cuales hay elementos heráldicos. El tejado es a cuatro vertientes, cubierta de pizarra.
Tiene al lado una capilla neo-románica. A principios del siglo XX se transformó en un "castillo" de tipo francés con dos grandes torres cuadradas y otros elementos fantasiosos.

## Historia
Antigua fortaleza. De origen desconocido.
Antigua propiedad agrícola y ganadera. En 1896 su propietario, José Nicolás de Olzina, la transformó en un castillo, llevado a cabo por Calixto Freixa, maestro de obras.